# Francesco III Crispo
Francesco III Crispo (zm. 1511) – wenecki władca Księstwa Naksos w latach 1500-1511. 

## Życiorys
Był synem Giovanni III Crispo. Jego następcą był jego syn Giovanni IV Crispo. 